# Derek Benfield
Derek Benfield (Bradford, 11 marzo 1929 – Esher, 10 marzo 2009) è stato un attore e drammaturgo britannico.

## Biografia
Nacque a Bradford, West Riding of Yorkshire, e ha studiò alla Bingley Grammar School. Fu l'autore della farsa teatrale Running Riot e interpretò il marito del personaggio di Patricia Routledge in Hetty Wainthropp Investigates dal 1996 al 1998. 
Tra i ruoli più noti figura il caposquadra della compagnia di trasporti Bill Riley nella serie televisiva britannica The Brothers nei primi anni settanta. Prima di questo, ricoprì i panni di Frank Skinner nella serie fantascientifica cult del 1970 Timeslip.
I suoi crediti cinematografici includono ruoli in Circolo vizioso, Sharon's Baby e Space Vampires. Le sue opere teatrali includevano le farse Post Horn Gallop e Wild Goose Chase, entrambe sulle gesta immaginarie degli eccentrici Lord e Lady Elrood e dei visitatori del loro castello. 
È morto il 10 marzo del 2009 a causa del tumore dello stomaco all'età di 82 anni, un giorno prima del suo compleanno.

## Vita privata
Fu spostato dal 1953 fino alla morte con l'attrice Susan Lyle Grant. Dal loro matrimonio hanno avuto due figli.

## Filmografia parziale

### Cinema
- La strada dei quartieri alti (Room at the Top), regia di Jack Clayton (1959)
- Circolo vizioso (Crossplot), regia di Alvin Rakoff (1969)
- Sharon's Baby (I Don't Want to Be Born), regia di Peter Sasdy (1975)
- Space Vampires (Lifeforce), regia di Tobe Hooper (1985)
- The Girl, regia di Arne Mattsson (1987)

### Televisione
- Maigret – serie TV, un episodio (1961)
- ITV Play of the Week – serie TV, 2 episodi (1962-1963)
- Z Cars – serie TV, 12 episodi (1963-1978)
- Coronation Street – serie TV, 8 episodi (1963-1969)
- Dixon of Dock Green – serie TV, 7 episodi (1964-1975)
- Gli invincibili (The Protectors) – serie TV, un episodio (1964)
- Il barone (The Baron) – serie TV, un episodio (1966)
- Investigatore offresi (Public Eye) – serie TV, un episodio (1966)
- The Newcomers – serie TV, 3 episodi (1967)
- Doppia sentenza (Softly Softly) – serie TV, 2 episodi (1967-1968)
- Play for Today – serie TV, un episodio (1969)
- Paul Temple – serie TV, un episodio (1969)
- The Borderers – serie TV, un episodio (1970)
- Il giallo della poltrona (Armchair Thriller) – serie TV, un episodio (1978)
- Le avventure di Bailey (Rumpole of the Bailey) – serie TV, 4 episodi (1978-1980)
- Il perduto amore (In Loving Memory) – serie TV, un episodio (1980)
- Crown Court – serie TV, 2 episodi (1981)
- Yes Minister – serie TV, un episodio (1982)
- L'ora del mistero (Hammer House of Mystery and Suspense) – serie TV, un episodio (1984)
- Ispettore Maggie (The Gentle Touch) – serie TV, un episodio (1984)
- Mai dire sì (Remington Steele) – serie TV, un episodio (1984)
- Casualty – serie TV, 2 episodio (1986-1990)
- Only Fools and Horses – serie TV, un episodio (1989)
- Poirot (Agatha Christie's Poirot) – serie TV, episodio 2x04 (1990)
- Lovejoy – serie TV, un episodio (1992)
- Peak Practice – serie TV, un episodio (1996)

## Doppiatori italiani
Nelle versioni in italiano delle opere in cui ha recitato, Derek Benfield è stato doppiato da:
- Franco Odoardi in L'ora del mistero
- Dante Biagioni in Poirot